# Saint-Cyr-la-Rosière

Saint-Cyr-la-Rosière este o comună în departamentul Orne, Franța. În 1 ianuarie 2022 avea o populație de 234 de locuitori.